# Zenillia oculata
Zenillia oculata là một loài ruồi trong họ Tachinidae.